# Evangelisch-Lutherische Kirche im Südlichen Afrika

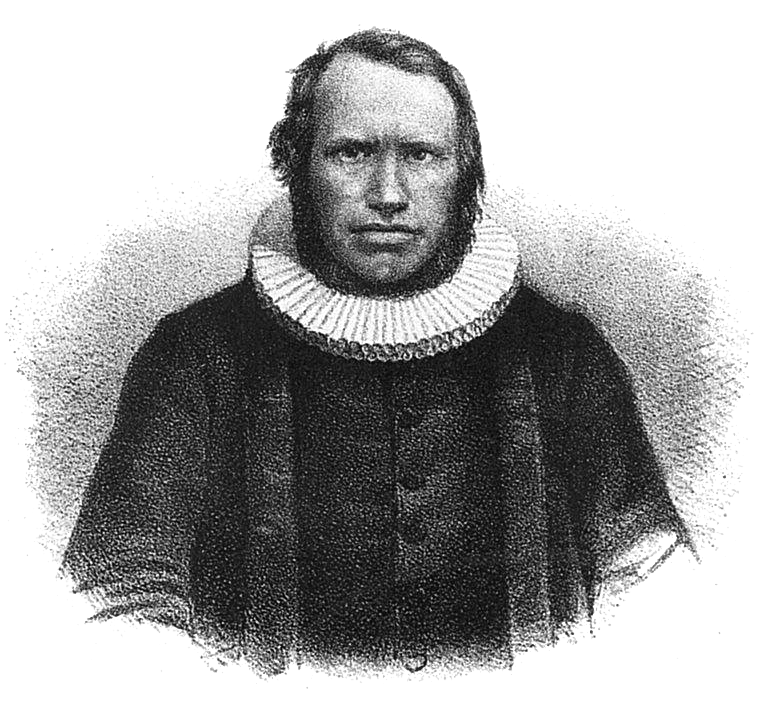
Hans Schreuder

Die Evangelisch-Lutherische Kirche im Südlichen Afrika (Evangelical Lutheran Church in Southern Africa, ELCSA) ist die größte lutherische Kirche in Südafrika. Ihre etwa 580.000 Mitglieder verteilen sich auf 1612 Gemeinden in sieben Diözesen in Südafrika, Botswana und Eswatini.

## Geschichte
Die ELCSA geht zurück auf den norwegischen Missionar Hans Schreuder sowie auf die Arbeit der Berliner Missionsgesellschaft, der Hermannsburger Mission und weiterer schwedischer, finnischer, norwegischer und nordamerikanischer Missionare des 19. Jahrhunderts. Ab 1960 entstanden aus der Missionsarbeit vier regionale und eigenständige Kirchen. Die traditionell „schwarze“ Kirche ELCSA entstand 1975 durch den Zusammenschluss der vier Kirchen, aus denen daraufhin Diözesen mit eigenem Bischof wurden. Zum ersten Leitenden Bischof wurde Paulus B. Mhulungu gewählt. Die Gründungsversammlung in Rustenburg am 17. Dezember 1975 wurde durch einen Bombenanschlag überschattet, bei dem zwanzig Menschen verletzt wurden.
1978 löste sich der bisher zur Western Diocese (ELCSA-WD) gehörige Kirchenkreis Botswana einseitig von der ELCSA und gründete die Evangelisch-lutherische Kirche in Botswana (ELCB), die fortan neben den Gemeinden bestand, die weiterhin zur Diözese der ELCSA hielten. Die Spaltung wurde 1979 gerichtlich bestätigt.

## Organisation
Die ELCSA ist in sieben Diözesen gegliedert, denen jeweils ein Bischof vorsteht. Sie wählen aus ihren Reihen auf Zeit einen presiding bishop. Der leitende Bischof ist Nkosinathi M. Myaka. Oberstes Entscheidungsgremium ist die General Assembly (Synode), der alle Bischöfe und je zwölf weitere Vertreter aus jeder Diözese angehören. Das Hauptquartier ist in Kempton Park in der Provinz Gauteng. 
Die ELCSA ist Mitglied des Ökumenischen Rates der Kirchen (ÖRK), des Lutherischen Weltbunds, der Lutheran Communion in Southern Africa (vormals Federation of Evangelical Lutheran Churches in South Africa) und des Südafrikanischen Kirchenrats. Ferner ist sie Partnerkirche der Evangelischen Kirche Berlin-Brandenburg-schlesische Oberlausitz (EKBO).

## Andere lutherische Kirchen in Südafrika
Weitere lutherische Kirchen in Südafrika sind die Evangelisch-Lutherische Kirche in Südafrika (Kapkirche), die Evangelisch-Lutherische Kirche im Südlichen Afrika (Natal-Transvaal), die Brüder-Unität in Südafrika, die Freie Evangelisch-Lutherische Synode in Südafrika, die Lutherische Kirche in Südafrika, die Lutherische Kirche im Südlichen Afrika.